# Trofeo del Lauberhorn

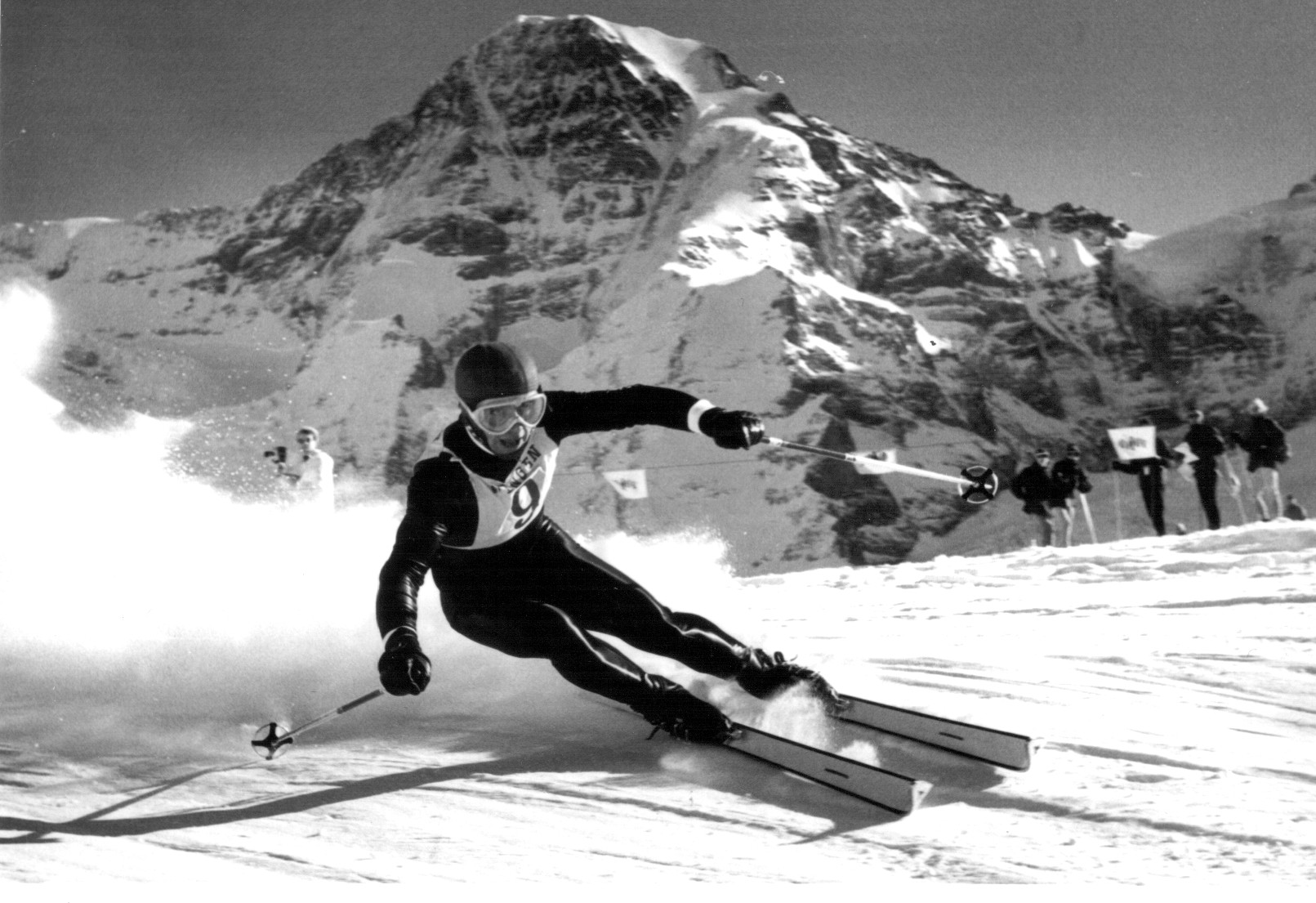
Karl Schranz sulla Lauberhorn nel 1966, con il Mönch alle spalle

Il Trofeo del Lauberhorn (nome ufficiale completo in tedesco: Internationale Lauberhornrennen Wengen, dal nome dall'omonima montagna sulla quale sono situate le piste) è una storica competizione maschile dello sci alpino che si disputa annualmente a Wengen, in Svizzera, dal 1930. Si tratta di un fine settimana di gare durante il quale si disputano una discesa libera sulla pista Lauberhorn, uno slalom speciale sulla pista Männlichen/Jungfrau e una combinata, che somma i tempi delle due gare (sostituita dagli anni duemila con una supercombinata).
Inserite nel circuito di Coppa del Mondo fin dalla sua fondazione, nel 1967, le gare in alcune occasioni non poterono essere disputate a Wengen: generalmente in questi casi furono ritenute valide ai fini del trofeo altre prove, disputate in diverse località svizzere. La tradizione, quasi sempre rispettata, vuole che la discesa venga disputata il sabato e lo slalom la domenica, nella stessa settimana di un'altra classica dello sci alpino: lo slalom gigante della Chuenisbärgli, disputato nella vicina Adelboden.
Il trofeo si è a volte accompagnato ad altre discese libere, disputate sulle stesse piste e valide per la Coppa del Mondo. La classifica della combinata è stata stilata fino al 2003; dal 2005 è stata introdotta una prova distinta di supercombinata, in due manche (una di discesa breve o supergigante, l'altra di slalom).

## Piste
La pista di discesa libera è la Lauberhorn (Lauberhornabfahrt), che, con circa 4.480 m di lunghezza è la più lunga del Circo bianco, si snoda dai 2.315 m s.l.m. della partenza ai 1.287 m s.l.m. dell'arrivo, con un dislivello di 1.028 m; la pendenza media è di 14,2° e la punta massima è di 36° (90%). Il primato ufficiale di percorrenza appartiene allo svizzero Marco Odermatt, che nel 2025 ha completato la gara in 2'22.58 strappando all'italiano Kristian Ghedina il record di 2'24.23 che reggeva dal 1997.
La pista di slalom speciale è la Männlichen/Jungfrau (o Lauberhornslalom). È lunga circa 644 m e si snoda dai 1.475 m s.l.m. della partenza ai 1.285 m s.l.m. dell'arrivo, con un dislivello di 190 m. La pendenza media è di 17,2° e la punta massima è di 36°.

## Albo d'oro
Albo d'oro delle tre discipline del Trofeo del Lauberhorn, dal 1967 valide anche ai fini della Coppa del Mondo. In alcuni casi  sono state incluse nel programma anche altre gare, che tuttavia non erano valide ai fini del trofeo.
Dal 1930 al 2004 il Trofeo del Lauberhorn si articolò (salvo variazioni determinate dall'annullamento di una o più gare) in una discesa libera, in uno slalom speciale e in una combinata, la cui classifica era stilata attraverso la combinazione dei tempi ottenuti nelle prime due prove. Dal 2005 la classifica della combinata non è più stilata attraverso la combinazione dei tempi ottenuti nelle prove di discesa e di slalom, ma di quelli di due manche (una di supergigante, sulla Lauberhorn, e una di slalom speciale, sulla Männlichen/Jungfrau) disputate ad hoc.
| Anno | Discesa libera          | Slalom speciale                | Combinata             |
| ---- | ----------------------- | ------------------------------ | --------------------- |
| 1930 | Christian Rubi          | Ernst Gertsch                  | Bill Bracken          |
| 1931 | Fritz Steuri            | Hans Schlunegger               | Fritz Steuri          |
| 1932 | Fritz Steuri            | Fritz von Allmen               | Fritz Steuri          |
| 1933 | non disputato           | non disputato                  | non disputato         |
| 1934 | Adolf Rubi              | Adolf Rubi                     | Adolf Rubi            |
| 1935 | Richard Werle           | Arnold Glatthard               | Hans Steuri           |
| 1936 | Heinz Schlunegger       | Hermann Steuri                 | Émile Allais          |
| 1937 | Heinz von Allmen        | Willi Walch                    | Willi Walch           |
| 1938 | Heinz von Allmen        | Rudolf Cranz                   | Heinz von Allmen      |
| 1939 | Karl Molitor            | Josef Jennewein                | Willi Walch           |
| 1940 | Karl Molitor            | Karl Molitor                   | Karl Molitor          |
| 1941 | Rudolf Graf             | Marcel von Allmen              | Marcel von Allmen     |
| 1942 | Karl Molitor            | Heinz von Allmen               | Heinz von Allmen      |
| 1943 | Karl Molitor            | Heinz von Allmen               | Heinz von Allmen      |
| 1944 | Rudolf Graf             | Marcel von Allmen              | Marcel von Allmen     |
| 1945 | Karl Molitor            | Otto von Allmen                | Otto von Allmen       |
| 1946 | Jean Blanc              | Otto von Allmen                | Karl Molitor          |
| 1947 | Karl Molitor            | Olle Dalman                    | Edy Rominger          |
| 1948 | Zeno Colò               | Karl Molitor                   | Karl Molitor          |
| 1949 | Rudolf Graf             | Zeno Colò                      | Adolf Odermatt        |
| 1950 | Fredy Rubi              | Zeno Colò                      | Fredy Rubi            |
| 1951 | Othmar Schneider        | Stein Eriksen                  | Othmar Schneider      |
| 1952 | Othmar Schneider        | Stein Eriksen                  | Othmar Schneider      |
| 1953 | Andreas Molterer        | Andreas Molterer               | Andreas Molterer      |
| 1954 | Christian Pravda        | Toni Spiss                     | Christian Pravda      |
| 1955 | Toni Sailer             | Martin Julen                   | Toni Sailer           |
| 1956 | Toni Sailer             | Andreas Molterer               | Josl Rieder           |
| 1957 | Toni Sailer             | Andreas Molterer               | Josl Rieder           |
| 1958 | Toni Sailer             | Josl Rieder                    | Buddy Werner          |
| 1959 | Karl Schranz            | Ernst Oberaigner               | Ernst Oberaigner      |
| 1960 | Willy Bogner            | Hias Leitner                   | Josef Stiegler        |
| 1961 | Guy Périllat            | Josef Stiegler                 | Guy Périllat          |
| 1962 | non disputata           | Adolf Mathis                   | non disputata         |
| 1963 | Karl Schranz            | Guy Périllat                   | Guy Périllat          |
| 1964 | Egon Zimmermann         | Ludwig Leitner                 | Gerhard Nenning       |
| 1965 | Stefan Sodat            | Guy Périllat                   | Karl Schranz          |
| 1966 | Karl Schranz            | Guy Périllat                   | Karl Schranz          |
| 1967 | Jean-Claude Killy       | Jean-Claude Killy              | Jean-Claude Killy     |
| 1968 | Gerhard Nenning         | Dumeng Giovanoli               | Gerhard Nenning       |
| 1969 | Karl Schranz            | Reinhard Tritscher             | Heini Messner         |
| 1970 | Henri Duvillard         | Patrick Russel                 | Henri Duvillard       |
| 1971 | Walter Tresch           | Tyler Palmer                   | Gustav Thöni          |
| 1972 | non disputata           | Jean-Noël Augert               | non disputata         |
| 1973 | Bernhard Russi          | Christian Neureuther           | Henri Duvillard       |
| 1974 | Roland Collombin        | Christian Neureuther           | David Zwilling        |
| 1975 | Franz Klammer           | Ingemar Stenmark               | Gustav Thöni          |
| 1976 | Franz Klammer           | Ingemar Stenmark               | Franz Klammer         |
| 1977 | Franz Klammer           | Ingemar Stenmark               | Walter Tresch         |
| 1978 | non disputata           | Klaus Heidegger                | non disputata         |
| 1979 | Toni Bürgler            | Christian Neureuther           | Phil Mahre            |
| 1980 | Peter Müller            | Bojan Križaj                   | Michael Veith         |
| 1981 | Toni Bürgler            | Bojan Križaj                   | Valerij Cyganov       |
| 1982 | Harti Weirather         | Phil Mahre                     | Pirmin Zurbriggen     |
| 1983 | Bruno Kernen            | Ingemar Stenmark               | Phil Mahre            |
| 1984 | Bill Johnson            | Ingemar Stenmark               | Andreas Wenzel        |
| 1985 | Peter Wirnsberger       | Marc Girardelli                | Michel Vion           |
| 1986 | non disputata           | Rok Petrovič                   | non disputata         |
| 1987 | Markus Wasmeier         | Joël Gaspoz                    | Pirmin Zurbriggen     |
| 1988 | Daniel Mahrer           | Felix Belczyk (supergigante)   | non disputata         |
| 1989 | Marc Girardelli         | Rudolf Nierlich                | Marc Girardelli       |
| 1990 | Helmut Höflehner        | Steve Locher (supergigante)    | non disputata         |
| 1991 | annullate               | annullate                      | annullate             |
| 1992 | Franz Heinzer           | Alberto Tomba                  | Paul Accola           |
| 1993 | non disputato           | non disputato                  | non disputato         |
| 1994 | William Besse           | Marc Girardelli (supergigante) | non disputata         |
| 1995 | Kristian Ghedina        | Alberto Tomba                  | Marc Girardelli       |
| 1995 | Kyle Rasmussen          | Alberto Tomba                  | Marc Girardelli       |
| 1996 | ---                     | ---                            | ---                   |
| 1997 | Kristian Ghedina        | Thomas Sykora                  | ---                   |
| 1998 | Hermann Maier           | Thomas Stangassinger           | Hermann Maier         |
| 1998 | Andreas Schifferer      | Thomas Stangassinger           | Hermann Maier         |
| 1999 | Lasse Kjus              | Benjamin Raich                 | Lasse Kjus            |
| 2000 | Josef Strobl            | Kjetil André Aamodt            | ---                   |
| 2001 | ---                     | Benjamin Raich                 | ---                   |
| 2002 | Stephan Eberharter      | Ivica Kostelić                 | Kjetil André Aamodt   |
| 2003 | Stephan Eberharter      | Giorgio Rocca                  | Kjetil André Aamodt   |
| 2003 | Bruno Kernen            | Giorgio Rocca                  | Kjetil André Aamodt   |
| 2004 | ---                     | Benjamin Raich                 | ---                   |
| 2005 | Michael Walchhofer      | Alois Vogl                     | Benjamin Raich        |
| 2006 | Daron Rahlves           | Giorgio Rocca                  | Benjamin Raich        |
| 2007 | Bode Miller             | ---                            | Mario Matt            |
| 2008 | Bode Miller             | Jean-Baptiste Grange           | Jean-Baptiste Grange  |
| 2009 | Didier Défago           | Manfred Pranger                | Carlo Janka           |
| 2010 | Carlo Janka             | Ivica Kostelić                 | Bode Miller           |
| 2011 | Klaus Kröll             | Ivica Kostelić                 | Ivica Kostelić        |
| 2012 | Beat Feuz               | Ivica Kostelić                 | Ivica Kostelić        |
| 2013 | Christof Innerhofer     | Felix Neureuther               | Alexis Pinturault     |
| 2014 | Patrick Küng            | Alexis Pinturault              | Ted Ligety            |
| 2015 | Carlo Janka             | Felix Neureuther               | Ivica Kostelić        |
| 2016 | Kjetil Jansrud          | Henrik Kristoffersen           | Adrien Théaux         |
| 2017 | ---                     | Henrik Kristoffersen           | Niels Hintermann      |
| 2018 | Beat Feuz               | Marcel Hirscher                | Victor Muffat Jeandet |
| 2019 | Vincent Kriechmayr      | Clément Noël                   | Marco Schwarz         |
| 2020 | Beat Feuz               | Clément Noël                   | Matthias Mayer        |
| 2021 | ---                     | ---                            | ---                   |
| 2022 | Vincent Kriechmayr      | Lucas Braathen                 | ---                   |
| 2023 | Aleksander Aamodt Kilde | Henrik Kristoffersen           | ---                   |
| 2024 | Marco Odermatt          | Manuel Feller                  | ---                   |
| 2025 | Marco Odermatt          | Atle Lie McGrath               | ---                   |